# Megachile grandibarbis
Megachile grandibarbis är en biart som beskrevs av Pérez 1899. Megachile grandibarbis ingår i släktet tapetserarbin, och familjen buksamlarbin. Inga underarter finns listade i Catalogue of Life.